# N軌

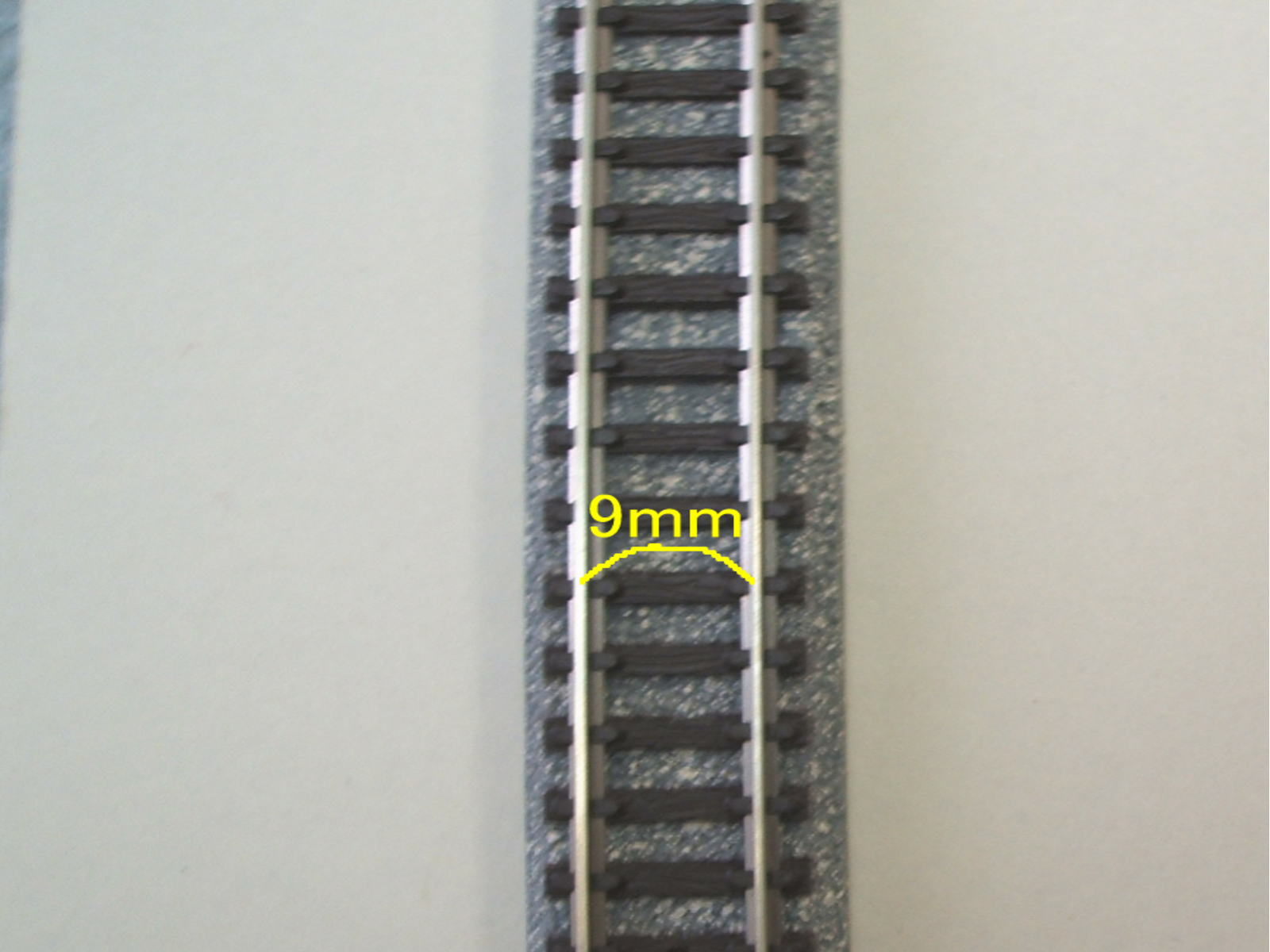
N軌的軌距

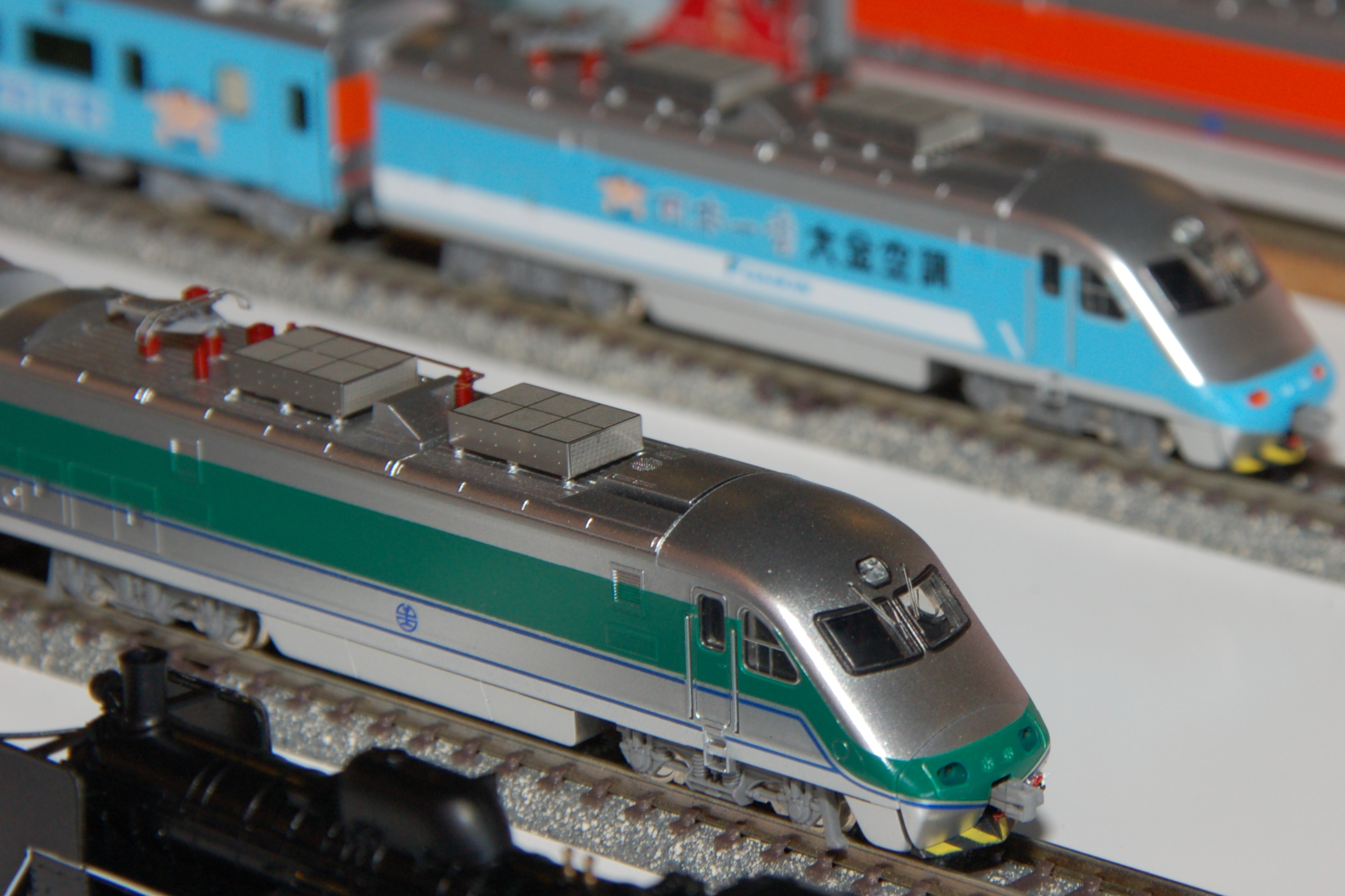
N規 kibu 開發1:150 台鐵韓國原廠塗裝「綠色」E1000型推拉式(PP)自強號鐵道模型

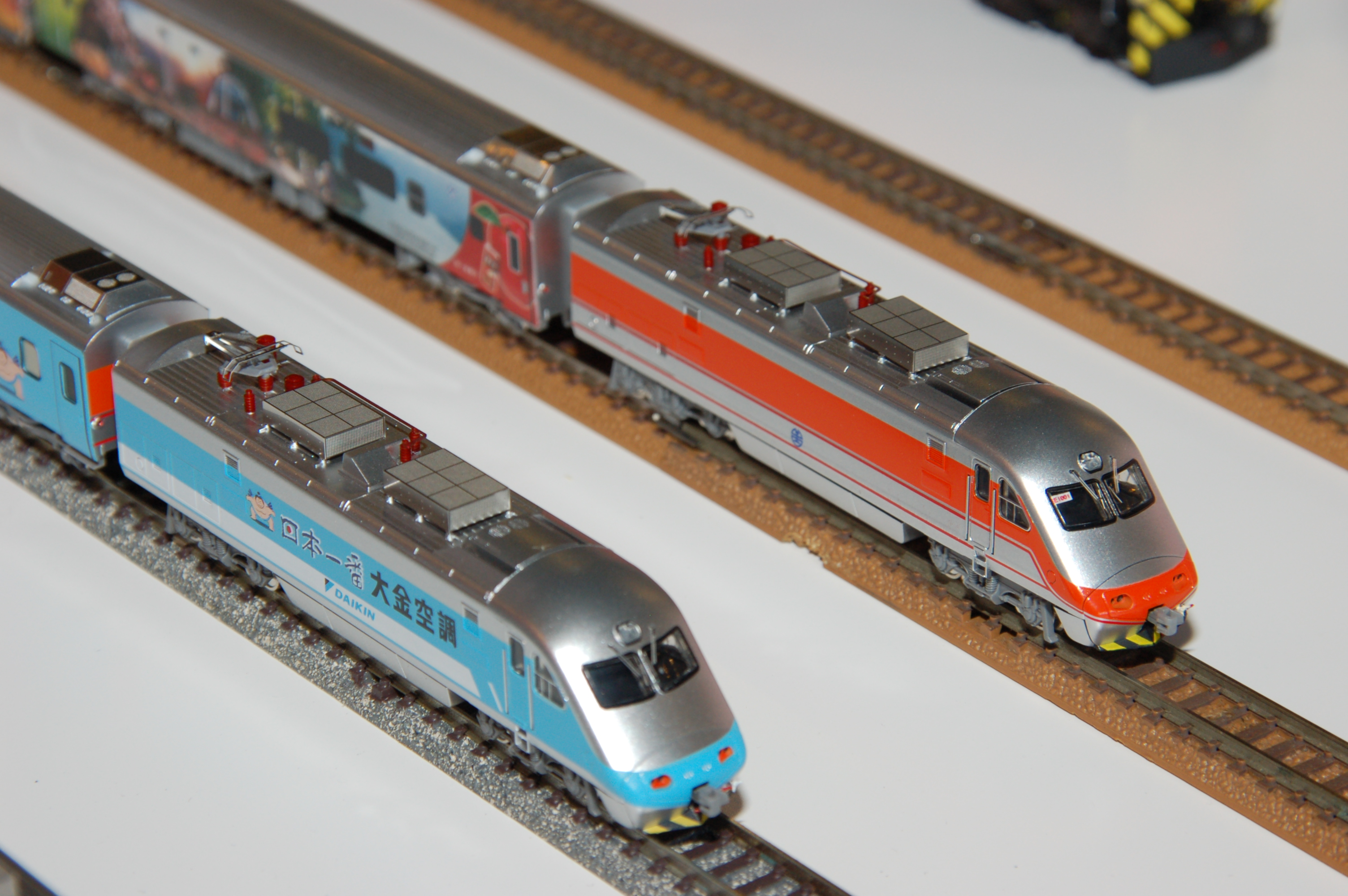
N規 kibu 1:150 台鐵E1000型推拉式(PP)自強號鐵道模型

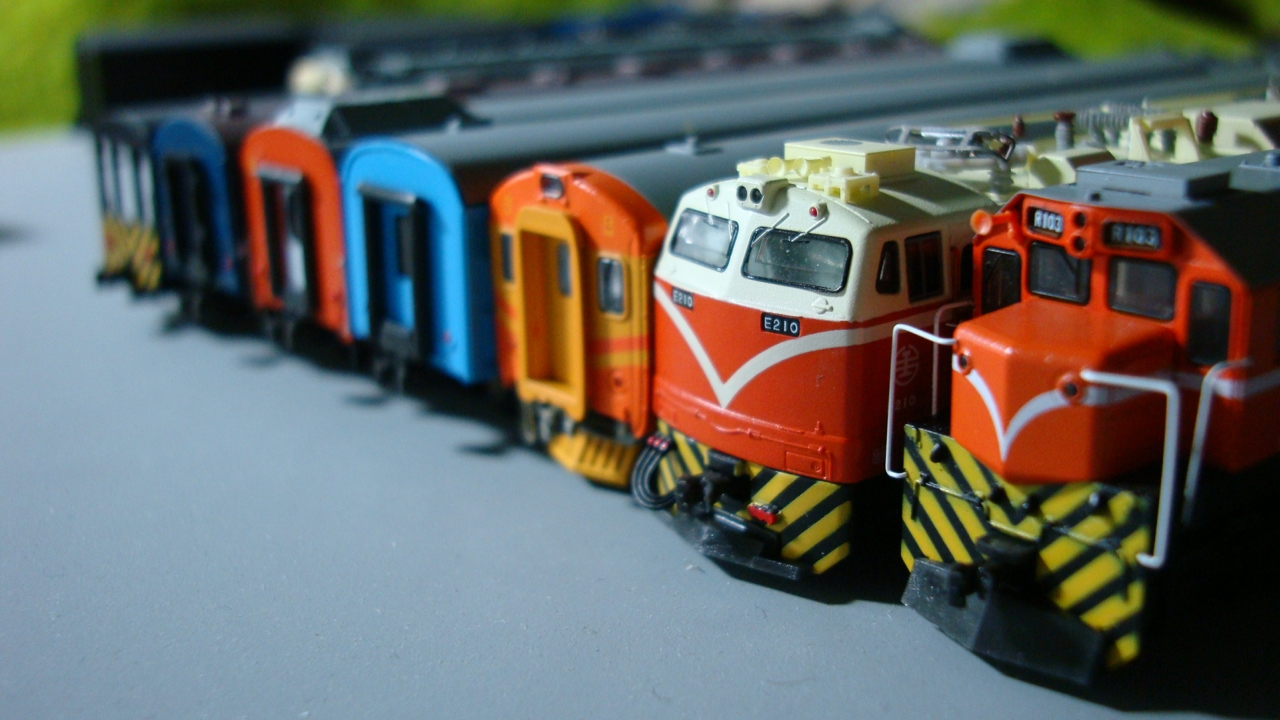
台灣廠商推出的台鐵車輛N規模型

N軌（英語：N Scale）是一種專指鐵路線路軌距為 9mm的鐵道模型規格統稱名詞，其模型與現實世界的比例為1/148～1/160，在日本、香港及台灣最為普及。在臺灣稱為“N規”或“N軌距”，在中華人民共和國則稱作“N軌”。

## 概要

### N軌名稱的由来
在歐文語系例如英語(Nine)，德語(Neun)，法語(Neuf)，西班牙语(Nueve)的數字9都是以N作開始，所以就以N轨、N比例這個名稱傳播了。

### N軌的規格、定義
N軌是 9mm 軌距的鐵道模型系統，比例因國家、地域而異。德國、法國、意大利等歐洲國家及美國的比例基準為1/160、英國的比例標準為1/148。日本及臺灣的在來線（1067毫米）列車比例標準為1/150、新幹線和南满洲铁道（1435毫米）車輛則採用1/160。一般來說差異通常不大，因為都為 9mm，嚴格的模型製作人員會使用稍寬且通常為手工來製作軌道。

## 基本性的結構
N軌鐵路模型和大多數的鐵路模型一樣，以電作為動力來源。N比例模型車輛藉由直流2線式的電力系統來被操控。兩個軌道一邊作為正極、一邊作為負極，通過軌道和接觸的車輪驅動2個最大電壓12V的直流電動機讓模型車輛行車。根據軌道間的電位計從0V到12V間變化讓模型速度加減。變壓器把家用電源降壓，而控制器控制直流電的電壓。這個系統由於是很多全世界性的標準，而全部的製造廠跟隨著。因此，無論是哪個製造廠的N軌車輛，都可在的N軌線路上一起行駛。
21世紀初由於電子學技術的進步，新的控制方式誕生了，數碼指令控制(DCC)在國外越來越流行。這種系統同時能提供 12V 的電源，並發送數位訊號，對每列車輛的行駛操作進行控制，還能同時控制音效。因為軌道通電的電壓固定為 12V，因此車燈的亮度不受到模型列車的速度的影響。現在的直流2線式的車輛如果設置小解碼器也能享受DCC駕駛的樂趣。
外國也有發售N比例3線式的電動模型的製造廠。

## 特色

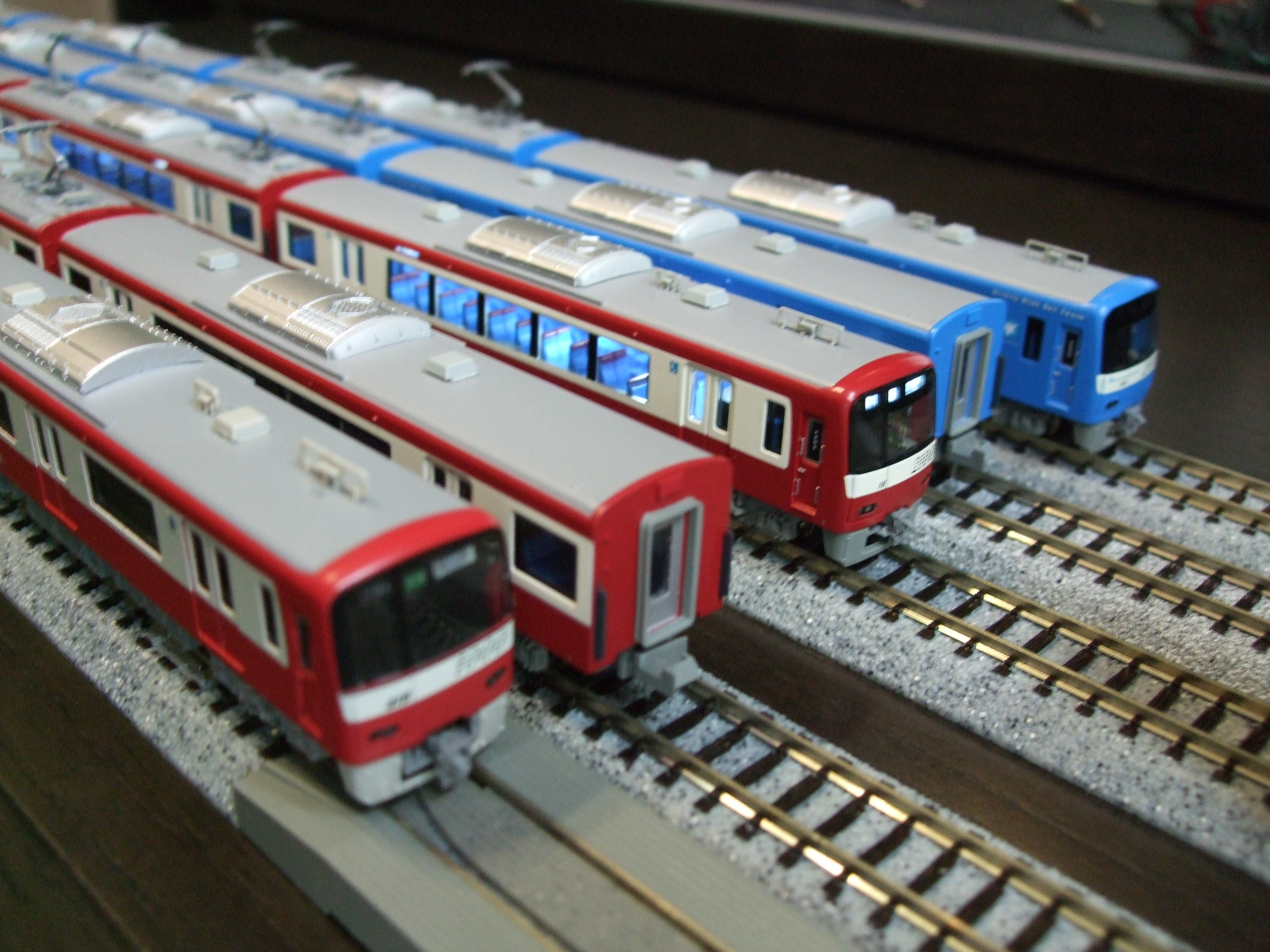
N軌的京急新1000形（Greenmax製）及2100形（Micro ACE製）列車模型

首先，因為小型不佔太大空間是最大的優點。以日本型的N規車輛的情況，大部分能通過半徑250mm的曲線，如果不是長編成列車，90cm×60cm左右的空間也能充分地行車，狹窄的空間也可以擺放鐵路模型。
在日本，N比例的鐵道模型比其他比例的鐵路模型產品的數目豐富且廉價。不過這其實是因為在日本N比例是主流，在海外並不如HO比例的產品豐富及廉價，相較之下反而N比例的更為高價。歐洲 Trix，Fleischmann和 Roco 也有生產N比例鐵道模型，除了部分Roco 產品，跟HO的價差其實並不大。一般相信，日本人因為手指靈巧所以相對歐美人士較容易組裝N比例的車輛和其他場景，是N比例單單只在日本流行的主要原因之一。

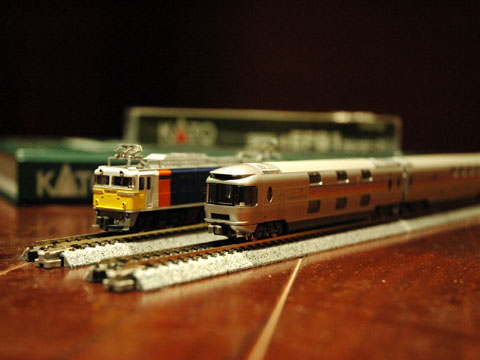
Kato製 N軌的EF81電力機車及E26仙后座號列車

而香港人居住的環境普遍擠迫，人均居住面積約為100-200平方呎，再加上受東洋文化影響，使N軌成為動態模型的主流。

## 生產商
- Arnold
- Fleischmann (model railroads)，德國製作商
- Graham Farish，英國列車的製作商
- Trix（馬克林） - Minitrix
- Peco ，生產軌道, 機車及車輛, 包括N軌
- KATO（關水金屬）
  - Kato（页面存档备份，存于）（日本）
  - Kato（页面存档备份，存于）（英語）
- TOMY - TOMIX、TOMYTEC（鉄道Collection）
  - Tomix（页面存档备份，存于）
- Greenmax：車輛以外也有不少情景的組件
- 信濃Micro（しなのマイクロ）（マイクロクス）→Micro ACE（舊称：有井製作所）
  - Micro Ace（页面存档备份，存于）
- 长鸣
- 河合商會：車輛以外也有發售情景用品
- 鐵支路模型有限公司
- 三鶯重工
- Key Imports 銅車模型
- Overland Models, Inc 銅車模型
- Oriental Limited 銅車模型
- Athearn
- Broadway Limited Imports
- Scale Trains
- Atlas
- Fox Valley
- TRANE Co.,Ltd.日本火車巴士玩具製造商
- kibu

## 外部連結
- N軌的團體（页面存档备份，存于） - (英國)
  - The Modern Area Group of the N Gauge Society（页面存档备份，存于）
- 2mm比例協會（页面存档备份，存于） - (英國)
- Ntrak Society（页面存档备份，存于）
- Dennison, Ohio在Dennison鐵路博物館再現N比例的模型歷史性的鐵路碼
- N軌道佈置（页面存档备份，存于） 全世界的N軌道佈置
- N比例收集家團體
- FiNe規格（页面存档备份，存于）